# Sindromul de apertură toracică
Sindromul de apertură toracică, numit și sindromul de apertură toracică superioară, sindromul defileului toracic (sindromul de defileu toracic), sindromul de defileu toracobrahial, sindromul defileului costoclavicular, este un sindrom neurovascular cauzat de comprimarea arterei subclaviculare, a trunchiurilor nervului plexului brahial sau, mai rar, a venei axilare sau a venei subclaviculare, de către anomaliile aperturii toracice superioare de ex. centura scapulară căzută (sindromul umărului căzut), prezența unei coaste cervicale (sindromul coastei cervicale), sau a unor benzi fibroase la nivelul spațiului supraclavicular, malformații osoase ale primei coaste sau, uneori, comprimarea marginii mușchiului scalen anterior (sindromul scalenic).
Comprimarea arterei subclaviculare se caracterizează clinic prin ischemie, paloare, acrocianoză, parestezii, amorțeală și slăbiciune a brațului afectat, uneori fenomenul Raynaud. În comprimarea trunchiurilor nervului plexului brahial apare durerea și uneori redoarea în umăr, ceafă și membrul superior, parestezii digitale și astenie musculară, atrofie și slăbiciune a mușchilor mâinii și, în cazuri avansate, a antebrațului, cu dureri și tulburări senzoriale în braț. Durerile umărului se intensifică ziua și se remit noaptea. Bolnavul adoptă involuntar postura cu "umerii căzuți" în încercarea de a reduce compresiunea.
Obstrucția venei axilare ia de obicei forma sindromului Paget-Schroetter. Alte tipuri ale sindromul defileului toracic includ hiperabducția prelungită a brațului (sindromul de hiperabducție). Altă varietate a sindromului defileului toracic este sindromul costoclavicular, determinat de comprimarea sau frecare nervilor și vaselor între claviculă căzută și prima coastă.